# Шолупец, Максим Геннадьевич
Макси́м Генна́дьевич Шолупе́ц (укр. Максим Геннадійович Шолупець; 16 февраля 2006, Першотравенск) — украинский футболист, нападающий клуба «Александрия».

## Клубная карьера
Родился в Першотравенске Днепропетровской области. Футбольный путь начал в «Темпе» (Терновка). В 2019 году перебрался в структуру «Днепра», в футболке которого выступал в ДЮФЛУ. С марта по сентябрь 2022 года играл за юношескую команду финского СИКа. В середине сентября 2022 года вернулся в Украину, где стал игроком «Днепра-1». Сезон 2022/23 провёл в юношеской команде, следующий сезон также начал выступлениями в юношеском чемпионате Украины. Впервые в заявку первой команды попал 15 апреля 2024 года в ничейном (1:1) выездном поединке 24-го тура Премьер-лиги Украины против харьковского «Металлиста 1925». Максим провёл все 90 минут на скамейке запасных. В элите украинского футбола дебютировал в следующем туре, 21 апреля 2024 года в ничейном (1:1) выездном поединке против ровенского «Вереса». Максим вышел на поле на 90-й минуте вместо Дениса Мирошниченко.
В начале июля 2024 года присоединился к «Александрии», с которой подписал договор до 31 мая 2027 года.

## Карьера в сборной
В сентябре 2022 года стал одним из 28 игроков, вызванных на тренировочный сбор юношеской сборной Украины (U-17).